# HD 220575
HD 220575，又名BD+40 5068，SAO 52987、HR 8902，是一颗恒星，视星等为6.72，位于銀經105.8，銀緯-18.85，其B1900.0坐标为赤經23h 19m 46.4s，赤緯+40° -18.85′ 49″。